# آکواسی آفریفا
آکواسی آفریفا (انگلیسی: Akwasi Afrifa؛ ۲۴ آوریل ۱۹۳۶ – ۲۶ ژوئن ۱۹۷۹) یک سیاستمدار اهل غنا بود.